# Samuel Butler (prozaik)
Samuel Butler (4. prosince 1835 Langar – 18. června 1902 Londýn) byl anglický spisovatel a překladatel. Studoval na univerzitě v Cambridge a nejdříve se připravoval na dráhu anglikánského duchovního. Pochybnosti o víře jej však přiměly, aby svůj záměr opustil a roku 1859 odjel na Nový Zéland. Zde založil ovčí farmu, jejímž prodejem později vydělal menší jmění, a začal literárně tvořit. Do Anglie se vrátil roku 1864 a natrvalo se usadil v Londýně. Roku 1872 vydal anonymně utopický román Erewhon, jímž se etabloval jako spisovatel. Nikdy se neoženil.
Samuel Butler byl prvním myslitelem, který uvažoval o možnosti, že by stroje mohly cestou darwinovského výběru vyvinout vědomí.